# Hynek Klimek
Hynek Klimek (* 28. července 1945 Praha) je český spisovatel, novinář a publicista. Jeho bratr Antonín Klimek (1937–2005) byl historik. Syn Tomáš Klimek je publikujícím historikem.

## Životopis
Jeho dědeček Hynek Klimek byl soustružníkem v Nemili a patřil k předním činitelům katolického politického hnutí v Zábřehu a okolí. Hynek Klimek se narodil roku 1945 v Praze. Po základní škole se vyučil na Středním odborném učilišti v Praze jako instalatér-topenář, následně studoval Střední průmyslovou školu stavební v Praze ve Zborovské ulici (pětileté studium s maturitou při zaměstnání), dálkově pět semestrů Právnické fakulty Univerzity Karlovy v Praze. Toto studium přerušil, jak se ukázalo již trvale, po svatbě a přestěhování s manželkou Danou do Českých Budějovic.
Od roku 1978 žil v Českých Budějovicích a po roce 2006 převážně na Šumavě, kde se na jaře roku 2012 usídlil natrvalo. Původním povoláním stavební technik se stal v lednu 1990 novinářem a zůstal jim patnáct roků. V roce 1990 přispíval do časopisu Hlas svědomí nebo byl krátce šéfredaktorem týdeníku Nový život. V roce 1992 byl vedoucím redaktorem Jihočeské pošty. V letech 1997–1998 byl šéfredaktorem časopisu Českobudějovické listy. Poté se rozhodl pro svobodné povolání literáta-publicisty. Po více než sedmi letech se k novinařině dočasně vrátil na čtyři a půl měsíce. Od prosince 2012 je opět svobodný literát-publicista.
Je členem Jihočeského klubu Obce spisovatelů a Syndikátu novinářů České republiky.

## Dílo

### Knižky pro děti a báje
- Milenci, andělé a ti druzí (podle vyprávění malíře Kristiana Kodeta). Hart, Praha 2001
- Strašidla od Šumavy po Prahu. Lucie, Vimperk 2002.
- Mýty a báje staré Šumavy. Formát, Praha 2003.
- Mýty, báje a povídačky jižních Čech. PRAAM, Písek 2004.
- Smrt krásné stopařky. Jindřich Kraus Pragoline, Praha 2006.
- Jak se z divoženky stala krásná víla. Město Tábor v Nakladatelství Studio Gabreta, České Budějovice 2007.
- O víle Vodánce. Růže, České Budějovice 2007.
- Příběhy víly Vodánky. Město Tábor v Nakladatelství Studio Gabreta, České Budějovice 2007.
- Jak Klárka pomohla víle a víla Klárce. Nadace Javorník v Nakladatelství Studio Gabreta, České Budějovice 2008.
- Vládcové našich hor. Alpress, Frýdek-Místek 2009.
- O víle Vodánce a bludičce Markétce. Plejáda, Plzeň 2009.
- O víle Majolence a profesorovi z Prachatic. (díl 1 a 2). Prachatice 2014/2015
- Příběhy z jižních Čech - Toulava. Jak se Mates toulal ke štěstí. Grada, Praha 2017.
- Příběhy z jižních Čech - Prácheňsko a Pošumaví. Bára a kůň z Podlesí. Bambook (Grada), Praha 2017.
- Čumidlo a fujtajblíci se školáky. Bambook, Praha 2019, ISBN 978-80-271-2067-3.

Edice Strašidlář – se Zdeňkou Študlarovou (ilustrace)
- Mezi námi hradními strašidly. Grada, Praha 2012.
- Mezi námi vodníky. Grada, Praha 2012.
- Mezi námi čarodějnicemi. Grada, Praha 2012.
- Mezi námi lesními strašidly. Grada, Praha 2013.
- Mezi námi vílami. Grada, Praha 2013.
- Mezi námi draky. Grada, Praha 2013.
- Mezi námi starobylými strašidly. Grada, Praha 2014.
- Mezi námi trpaslíky. Grada, Praha 2014.
- Mezi námi obry. Grada, Praha 2014.
- Mezi námi čerty. Grada, Praha 2015.
- Mezi námi přízraky. Bambook, Praha 2015.
- Mezi námi městskými strašidly. Bambook, Praha 2015.
- Mezi námi cizokrajnými strašidly. Grada, Praha 2016.
- Mezi námi ze záhrobí. Grada, Praha 2016.
- Mezi námi ohnivými strašidly. Grada, Praha 2016.
- Mezi námi z hlubin tajemna. Grada, Praha 2016.

### Vlastivěda
- Povodně jižní Čechy 2002 – fotografická spoluúčast. Syndikát jihočeských novinářů, PENI, České Budějovice 2002, – 2. vydání, PENI, České Budějovice 2003.
- Hříšníci ze šumavských vrchů (včetně vlastních doprovodných fotografií). Jindřich Kraus Pragoline, Praha 2005.
- Kam na víkendy? – Jižní Čechy I. (včetně vlastních fotografií). Computer Press, Brno 2007.
- Kam na víkendy? – Jižní Čechy II. Písecko, Strakonicko, Šumava. Computer Press, Brno 2008.
- Příběhy hospůdek okolo Vltavy (povídky jihočeských spisovatelů). Růže, České Budějovice 2007, 2. rozšířené vydání, Růže, České Budějovice 2008.
- Sezimovo Ústí – město, které se zrodilo dvakrát – (nadpoloviční podíl včetně fotografií se třemi spoluautory textu a fotografem). Růže, České Budějovice 2009.

Edice Neznámé Čechy – Šumava
- Trojmezí. Regia, Praha 2008.
- Sušicko. Regia, Praha 2009.
- Klatovsko. Regia, Praha 2009.
- Podhůří. Regia, Praha 2010, ISBN 978-80-86367-81-1.
- Prachaticko. Regia, Praha 2010.
- Českokrumlovsko. Regia, Praga 2011, ISBN 978-8087531006.
- Otava. Regia, Praha 2012.

### Jiné publikace
- Hadí příkop (román). Jihočeské vydavatelství, České Budějovice 1989, ISBN 978-8070160008.
- Jak zlikvidovat šéfa (fiction povídky čtyř jihočeských autorů). Jih, České Budějovice 1992.
- Měsíc ve dne (povídky jihočeských autorů). Carpio, Třeboň 2002.
- Střídavě jasno (povídky jihočeských a rakouských autorů). Růže, České Budějovice 2003.
- Jihočeský kalendář 2005. Inpress, České Budějovice 2004.
- Barevné kameny Adalberta Stiftera (povídky jihočeských a rakouských autorů). Růže, České Budějovice 2005.
- Jihočeský lidový kalendář 2006 (zároveň vedoucím redaktorem publikace). Gabreta, České Budějovice 2005.
- Sůl a cukr (povídky jihočeských a východoslovenských spisovatelů). Růže, České Budějovice 2005.
- Příběhy jihočeských hostinců – 1. díl (povídky jihočeských spisovatelů). Růže, České Budějovice 2005.
- Příběhy jihočeských hostinců – 2. díl (povídky jihočeských spisovatelů). Růže, České Budějovice 2006.
- Smrt krásné stopařky. Pragoline, Praha 2006, ISBN 80-86546-47-0.
- Jihočeský lidový kalendář 2007 (zároveň vedoucím redaktorem publikace). Orego, Praha 2006.
- Jihočeský lidový kalendář 2008. Jih, České Budějovice 2007.
- Vítr sedmi vůní (povídky jihočeských a rakouských spisovatelů). Balt East, Praha 2008.
- Přece nechcípnu jen tak (podle vyprávění paralympioničky Jany Fesslové). Plejáda, Plzeň 2010, ISBN 978-80-87374-51-1.

### Literární scénáře
- 1995: Telč dnes – Česká televize
- 2003: Jihočeské strašení[3]– TV Gimi
- 2006: Novohradsko a Trhosvinensko – J. Hanzal